# Ursus 4824 i 4822
Ursus 4822 – ciągniki postlicencyjne produkowane w ZPC Ursus przeznaczone na eksport. Ursus 4824 ma napęd na 4 koła.

## Dane techniczne
- Typ silnika: Perkins "green machine" 1004-40 typ S 5633/2000/N,[1]
- Liczba cylindrów: 4,
- Moc:  48 kW (65 KM),
- Liczba biegów przód/tył - 8/2,
- WOM (obr./min) - niezależny - 540/1000,
- Siedzisko kierowcy - Grammera,
- Układ kierowania - hydrostatyczny,
- Opony przód/tył: 11.2 X 24/16.9 R30,
- Filtr powietrza: suchy Donaldson.